# Юи, Кимия
Кими́я Ю́и (яп. 油井 亀美也 Юи Кимия) (род. 30 января 1970) — японский лётчик-испытатель, десятый японский астронавт (5-й набора JAXA) и 542-й космонавт мира. 23 июля 2015 года в составе экипажа транспортного пилотируемого корабля «Союз ТМА-17М» стартовал с космодрома Байконур к Международной космической станции. Стал пятым астронавтом Японии, прибывшим на МКС на длительный срок. Участник основных космических экспедиций МКС-44/МКС-45. Полковник запаса Воздушных сил самообороны Японии.

## Биография
Кимия Юи родился 30 января 1970 года в селе Каваками, префектура Нагано, Япония, в семье Сукэдзи (Sukeji) и его жены Яэко (Yaeko). Отец дал сыну имя Кимия, первый иероглиф которого означает слово черепаха, чтобы сын терпеливо, шаг за шагом, шёл к своей цели.

### Служба в Воздушных силах самообороны Японии
В 1988 году в Нагано окончил среднюю школу и поступил в высшую научно-инженерную школу при Академии национальной обороны Министерства обороны Японии, которую окончил в марте 1992 года. Получил степень бакалавра наук в области машиностроения.
С апреля 1992 года служил в Воздушных силах самообороны Японии. В 1993 году ему было присвоено звание второго лейтенанта, приступил к лётной подготовке в качестве пилота самолётов Fuji T-3, Fuji T-1, Mitsubishi T-2 в Японии и самолётов T-38, T-38А в Военно-воздушных силах США. В 1996 году был переведён в 204-ю эскадрилью (англ. 204th Airlift Squadron) пилотом самолёта F-15. В 2000 году был переведён офицером-инструктором в Национальную академию обороны Японии. С 2002 по 2003 год прошёл обучение на курсах подготовки лётчиков-испытателей, а в 2003—2004 годах — на командно-штабных курсах в школе лётного состава. В 2004—2006 годах служил лётчиком-испытателем самолёта F-15 на базе сил самообороны Гифу в городе Какамигахара префектуры Гифу.
В 2006 году, после окончания учёбы в Школе совместного применения родов войск при Штабном колледже Объединённых сил родов войск (США), был направлен для прохождения службы в Отделение обеспечения взаимодействия Объединённого штаба. В 2008 году ему было присвоено звание полковник. Служил в отделе разработки оборонных программ Штаба ВВС Сил самообороны Японии. Общий налёт Юи на различных типах летательных аппаратах составляет более 2000 часов. В апреле 2009 года был уволен из вооружённых сил в отставку.

### Космическая подготовка
25 февраля 2009 года был отобран кандидатом в астронавты JAXA, 1 апреля того же года зачислен в штат, и начал курс космической подготовки в японском космическом центре в г. Цукуба. В августе — был командирован в Хьюстон (штат Техас, США) для прохождения общекосмической подготовки в Космическом центре имени Линдона Джонсона вместе с астронавтами 20-го набора НАСА.
25 июля 2011 года, завершив общекосмическую подготовку, был зачислен в отряд астронавтов JAXA и получил квалификацию астронавта Международной космической станции. В июне 2012 года участвовал в 12-дневном подводном эксперименте 16-й экспедиции НАСА, проходившем в подводной лаборатории США на дне Атлантического океана. В октябре 2012 года был назначен в качестве члена экипажа на МКС 44/45 миссии, старт которой был запланирован на май 2015 года.
11 февраля 2013 года начал подготовку в ЦПК. Был назначен дублёром бортинженера космического корабля «Союз ТМА-15М» и бортинженером основного экипажа «Союз ТМА-17М».
С 27 по 29 января 2014 года вместе с космонавтом О. Д. Кононенко и астронавтом НАСА Ч. Линдгреном проходил автономную комплексную тренировку по действиям экипажа в случае аварийной посадки зимой в лесисто-болотистой местности. В феврале 2014 года продолжил космическую подготовку в Цукубском космическом центре, по изучению систем японского модуля Кибо.
В октябре 2014 года, совместно с командиром корабля космонавтом О. Кононенко и бортинженером астронавтом Ч. Линдгреном, сдал экзамен и получил зачёт на тренажере российского сегмента МКС. 6 ноября межведомственная комиссия в Звёздном городке утвердила его бортинженером-1 дублирующего экипажа корабля «Союз ТМА-15М», 22 ноября на космодроме Байконур это назначение было подтверждено Государственной комиссией. 24 ноября, во время старта космического корабля, выполнял обязанности дублёра.
В мае 2015 года экипаж космического корабля в составе О. Кононенко, К. Юи и Ч. Линдгрена, провёл комплексные тренировки в Центре подготовки космонавтов имени Ю. А. Гагарина и успешно сдал экзамен на тренажёре «Союз ТМА-М». 8 июля 2015 года решением межведомственной комиссии Юи был утверждён в состав экипажа очередной экспедиции на Международную космическую станцию, 10 июля 2015 года основной экипаж пилотируемого космического корабля «Союз ТМА-17М» прибыл на космодром Байконур, где прошёл предполётную подготовку. 21 июля К. Юи был утверждён бортинженером-1 основного экипажа «Союз ТМА-17М».
16 июня 2023 года Японское агентство аэрокосмических исследований (JAXA) сообщило о включении астронавта Юи Кимия в экипаж основной экспедиции на МКС, старт которой намечен на 2024 год. Полёт, вероятно, будет осуществлен на корабле «Кру Дрэгон» с миссией SpaceX Crew-9.

## Космический полёт
Запуск космического корабля «Союз ТМА-17М» первоначально был запланирован на 26 мая 2015 года. Однако после ряда неудачных запусков российских ракет-носителей весной 2015 года было принято решение перенести старт «Союз ТМА-17М» на июль 2015 года.
Полёт начался 23 июля 2015 года. Экипаж корабля «Союз ТМА-17М» в составе командира корабля О. Кононенко, бортинженеров Ч. Линдгреном и К. Юи в 00 часов 03 минуты MSK стартовал с космодрома Байконур к МКС. Подлёт к МКС был выполнен по короткой шестичасовой схеме. Через 5 часов 42 минуты после старта корабль был в автоматическом режиме пристыкован к малому исследовательскому модулю «Рассвет» (МИМ1) российского сегмента МКС.
В ходе космической миссии К. Юи он участвовал в ряде научных экспериментов. На японском оборудовании CALET провёл эксперимент по исследованию излучения частиц высокой атомной массы и энергии (эксперимент по изучению тёмной материи), также, впервые в японском экспериментальном модуле Кибо проводил опыты с использованием мышей. В августе 2015 года участвовал в стыковке японского грузового корабля HTV «Конотори-5» с МКС.
Приземление корабля «Союз ТМА-17М» в составе экипажа Кононенко, Юи, Линдгрен произошло 11 декабря 2015 года в 16:18 мск.
Статистика
| # | Стартовый корабль | Старт                 | Экспедиция      | Корабль посадки | Посадка               | Налёт                       | Выходы в открытый космос | Время в открытом космосе |
| - | ----------------- | --------------------- | --------------- | --------------- | --------------------- | --------------------------- | ------------------------ | ------------------------ |
| 1 | Союз ТМА-17М      | 22.07.2015, 21:02 UTC | МКС-44 / МКС-45 | Союз ТМА-17М    | 11.12.2015, 13:12 UTC | 141 сутки 16 часов 09 минут | 0                        | 0                        |
|   |                   |                       |                 |                 |                       | 141 сутки 16 часов 09 минут | 0                        | 0                        |

В апреле 2024 года включён в качестве специалиста полёта в состав экипажа Boeing Starliner-1, полёт которого к МКС запланирован на 2025 год.

## Семья, увлечения, хобби
Кимия Юи женат на Сумиё (Sumiyo), в семье трое детей (одна дочь и двое сыновей).
К. Юи увлекается игрой в гольф, софтбол и теннис, любит чтение книг.